# Ministeri d'Afers Exteriors de Luxemburg

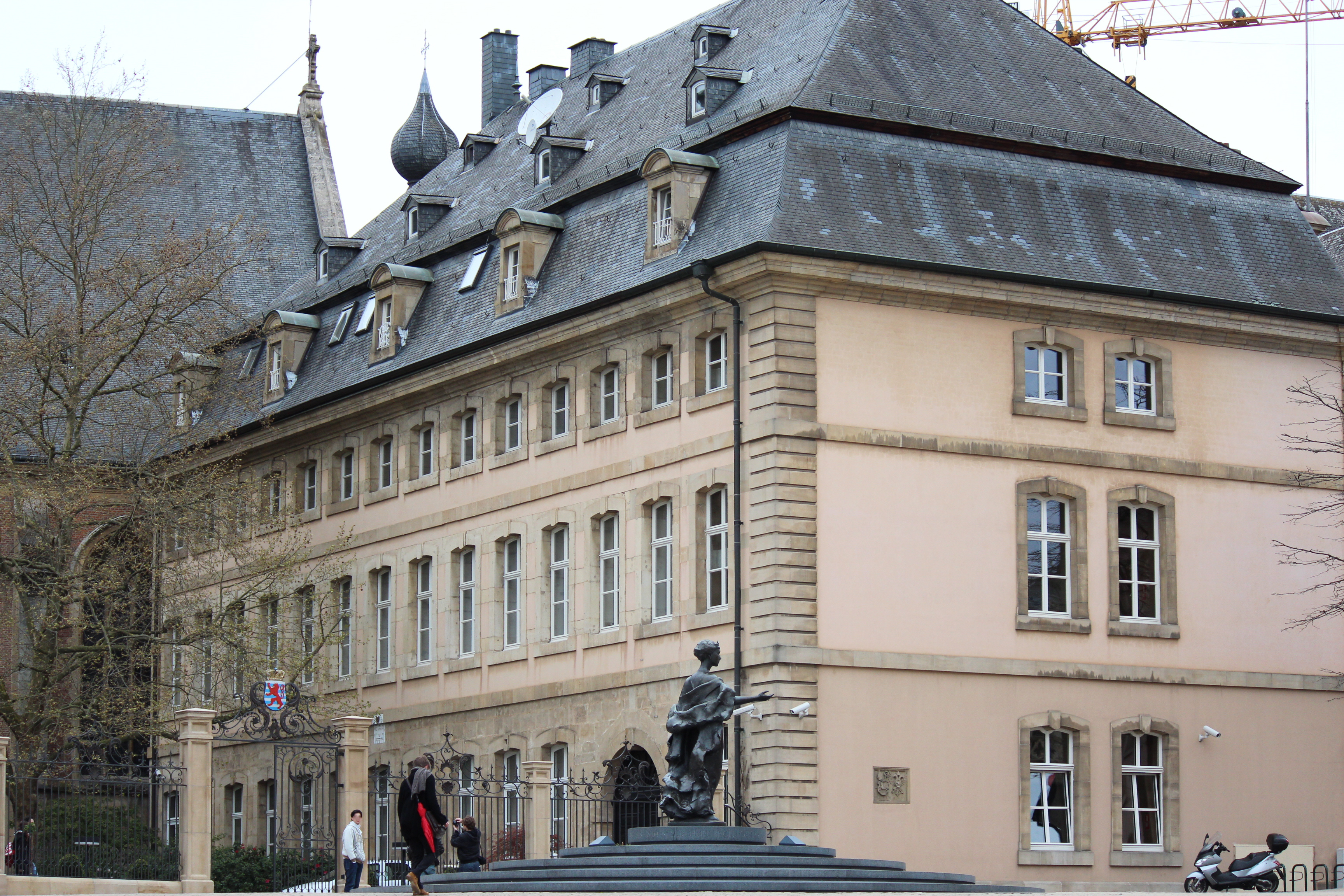
L'Hôtel Saint Maximin, seu del Ministeri (2012).

El Ministeri d'Afers Exteriors de Luxemburg (en francès: Ministère des Affaires étrangères, abreviat MAE) és un ministeri del govern de Luxemburg, amb seu a l'Hôtel Saint Maximin a la ciutat de Luxemburg.
Està encapçalat pel ministre d'Afers Exteriors (en francès: Ministri des Affaires étrangères), una posició del gabinet luxemburguès. El ministre d'Afers Exteriors és responsable de determinar la política exterior luxemburguesa.

## Història
El càrrec de ministre d'Afers Exteriors ha estat en existència contínua des de la promulgació de la primera de Constitució de Luxemburg, el 1848. Fins al 1937, el lloc es va portar a terme simultàniament pel primer ministre. Tanmateix, el 1937, Joseph Bech va dimitir com a primer ministre, però es va tornar a nomenar immediatament com a ministre de d'Afers Exteriors i amb Pierre Dupong de primer ministre. Quan Bech es va convertir en primer ministre novament, el 1953, els dos treballs es van unir una vegada més. Als pròxims vint-i-sis anys, es van separar i es van unir els llocs de treball altres dues vegades. Des de 1979, les dues posicions s'han quedat separades.
Des del 24 de març de 1936, el títol de «Ministre d'Afers Exteriors» ha estat oficial, encara que la posició havia estat extraoficialment coneguda per aquest nom des de la seva creació. Des de la creació del càrrec fins al 28 de novembre 1857, el ministre va tenir el títol d'«Administrador General». Des de 1857 fins a 1936, el ministre va tenir el títol de «Director General».

## Llista de Ministres d'Afers Exteriors
| Ministre               | Ministre                               | Partit | Data inici             | Data fi                | Primer Ministre        |
| ---------------------- | -------------------------------------- | ------ | ---------------------- | ---------------------- | ---------------------- |
|                        | Gaspard-Théodore-Ignace de la Fontaine | No     | 1 d'agost de 1848      | 2 de desembre de 1848  | G T I de la Fontaine   |
|                        | Jean-Jacques Willmar                   | No     | 2 de desembre de 1848  | 23 de setembre de 1853 | Jean-Jacques Willmar   |
|                        | Charles-Mathias Simons                 | No     | 23 de setembre de 1853 | 26 de setembre de 1860 | Charles-Mathias Simons |
|                        | Baron de Tornaco                       | No     | 26 de setembre de 1860 | 3 de desembre de 1867  | Baron de Tornaco       |
|                        | Emmanuel Servais                       | No     | 3 de desembre de 1867  | 26 de desembre de 1874 | Emmanuel Servais       |
|                        | Baron de Blochausen                    | No     | 26 de desembre de 1874 | 20 de febrer de 1885   | Baron de Blochausen    |
|                        | Édouard Thilges                        | No     | 20 de febrer de 1885   | 22 de setembre de 1888 | Édouard Thilges        |
|                        | Paul Eyschen                           | No     | 22 de setembre de 1888 | 11 d'octubre de 1915   | Paul Eyschen           |
|                        | Mathias Mongenast                      | No     | 12 d'octubre de 1915   | 6 de novembre de 1915  | Mathias Mongenast      |
|                        | Hubert Loutsch                         | No     | 6 de novembre de 1915  | 24 de febrer de 1916   | Hubert Loutsch         |
|                        | Victor Thorn                           | No     | 24 de febrer de 1916   | 19 de juny 1917        | Victor Thorn           |
|                        | Léon Kauffman                          | PD     | 19 de juny de 1917     | 28 de setembre de 1918 | Léon Kauffman          |
|                        | Émile Reuter                           | PD     | 28 de setembre de 1918 | 20 de març de 1925     | Émile Reuter           |
|                        | Pierre Prüm                            | PNI    | 20 de març de 1925     | 16 de juliol de 1926   | Pierre Prüm            |
|                        | Joseph Bech                            | PD     | 16 de juliol de 1926   | 5 de novembre de 1937  | Joseph Bech            |
|                        | Joseph Bech                            | PD     | 5 November 1937        | 23 November 1944       | Pierre Dupong          |
|                        | Joseph Bech                            | CSV    | 23 de novembre de 1944 | 29 de desembre de 1953 | Pierre Dupong          |
| 29 de desembre de 1953 | Joseph Bech                            | CSV    | 29 de març de 1958     | Joseph Bech            |                        |
| 29 de març de 1958     | Joseph Bech                            | CSV    | 2 de març de 1959      | Pierre Frieden         |                        |
|                        | Eugène Schaus                          | DP     | 2 de març de 1959      | 15 de juliol de 1964   | Pierre Werner          |
|                        | Pierre Werner                          | CSV    | 15 de juliol de 1964   | 3 de gener de 1967     | Pierre Werner          |
|                        | Pierre Grégoire                        | CSV    | 3 de gener de 1967     | 6 de febrer de 1969    | Pierre Werner          |
|                        | Gaston Thorn                           | DP     | 6 de febrer de 1969    | 15 de juny de 1974     | Pierre Werner          |
| 15 de juny de 1974     | Gaston Thorn                           | DP     | 16 de juliol de 1979   | Gaston Thorn           |                        |
| 16 de juliol de 1979   | Gaston Thorn                           | DP     | 22 de novembre de 1980 | Pierre Werner          |                        |
|                        | Colette Flesch                         | DP     | 22 de novembre de 1980 | Pierre Werner          | 20 de juliol de 1984   |
|                        | Jacques Poos                           | LSAP   | 20 de juliol de 1984   | 26 de gener de 1995    | Jacques Santer         |
| 26 January 1995        | Jacques Poos                           | LSAP   | 7 d'agost de 1999      | Jean-Claude Juncker    |                        |
|                        | Lydie Polfer                           | DP     | 7 d'agost de 1999      | Jean-Claude Juncker    | 20 de juliol de 2004   |
|                        | Charles Goerens                        | DP     | 20 de juliol de 2004   | Jean-Claude Juncker    | 31 de juliol de 2004   |
|                        | Jean Asselborn                         | LSAP   | 31 de juliol de 2004   | Jean-Claude Juncker    | 4 de desembre de 2013  |
| 4 de desembre de 2013  | Jean Asselborn                         | LSAP   | 17 de novembre de 2023 | Xavier Bettel          |                        |
|                        | Xavier Bettel                          | DP     | 17 de novembre de 2023 | actual                 | Luc Frieden            |